# Stephen Hopkins
Pour les articles homonymes, voir Stephen Hopkins (homme politique) et Hopkins.
Stephen Hopkins, né le 1er novembre 1958 en Jamaïque, est un réalisateur britanno-australien.

## Biographie
Stephen Hopkins passe sa jeunesse au Royaume-Uni et en Australie, où il met en scène divers spectacles, dont Rasputin. Il débute dans la réalisation avec une série de clips et d'annonces publicitaires primés dans plusieurs grandes manifestations. Après avoir dirigé la seconde équipe sur Highlander (1986), il réalise son premier long métrage, le film à suspense australien Dangerous Game (en). Il connait ensuite son premier succès international avec le film d'horreur L'Enfant du cauchemar (1989), 5e volet de la saga Freddy. Également réalisateur de trois épisodes de la série fantastique Les Contes de la crypte, il dirige ensuite Danny Glover face à la créature chasseresse de Predator 2 en 1990.
Dans les années 1990, Stephen Hopkins met en scène quelques productions hollywoodiennes alliant suspense et action : La Nuit du Jugement (1993) avec Emilio Estevez, l'explosif Blown Away (1994), où se font face Jeff Bridges et Tommy Lee Jones, L'Ombre et la Proie (1996) avec un Michael Douglas et un Val Kilmer chasseurs de lions, ainsi que  Perdus dans l'espace (1998), l'adaptation de la célèbre série. Deux ans plus tard, il s'essaie au difficile exercice de la reprise en délivrant sa propre version de Garde à vue à travers le polar Suspicion (2000).
Oubliant quelque temps le cinéma pour participer à la mise en place de la future série à succès 24 Heures chrono en 2001, dont il est coproducteur délégué et réalisateur du pilote ainsi que de la plupart des épisodes de la première saison, Stephen Hopkins fait un retour en force sur le grand écran en changeant radicalement de registre et en présentant en compétition officielle Moi, Peter Sellers au Festival de Cannes 2004, une évocation de la vie du célèbre comédien britannique.
Quinze ans plus tard, Hopkins retrouve l'équipe de 24 heures chrono afin de réaliser l'épisode pilote de la série dérivée 24: Legacy début 2016,,, tout en étant producteur délégué de la saison à venir ; il réalise également l'épisode final au début de l'année suivante, au moment même où commence la diffusion de la série dérivée.

## Filmographie

### Cinéma
- 1987 : Dangerous Game (en)
- 1989 : Freddy 5 : L'Enfant du cauchemar (A Nightmare On Elm Street - Part 5 : The Dream Child)
- 1990 : Predator 2
- 1993 : La Nuit du jugement
- 1994 : Blown Away
- 1996 : L'Ombre et la Proie (The Ghost and the Darkness)
- 1998 : Perdus dans l'espace (Lost in space)
- 2000 : Suspicion (Under Suspicion)
- 2004 : Moi, Peter Sellers (The Life and Death of Peter Sellers)
- 2007 : Les Châtiments (The Reaping)
- 2016 : La Couleur de la victoire (Race)

### Télévision
- 1989 : Les Contes de la crypte  (Tales from the Crypt) : épisodes Abra Cadaver, Beauty Rest et Staired in Horror
- 2001-2002 : 24 Heures chrono (24) : épisodes 1, 2, 3, 8, 9, 12, 13, 16, 17, 20, 21 et 24 de la saison 1
- 2004 : Traffic (Traffic: The Miniseries)
- 2007 et 2009 : Californication
- 2017 : 24 Heures : Legacy : épisodes 1 et 12